# Lindsay Lindley
Lindsay Lindley (sinh ngày 10 tháng 6 năm 1989) là một vận động viên chạy nước rút người Nigeria gốc Mỹ, chuyên vượt rào 100m. Cô đại diện cho Nigeria tại Giải vô địch thế giới về điền kinh 2015 sau khi cô được chọn bởi Liên đoàn điền kinh Nigeria. Năm 2015, cô đã giành được huy chương đồng trong sự kiện vượt rào 100 mét tại Đại hội Thể thao toàn châu Phi 2015.

## Thành tích giải đấu
| Năm                  | Giải đấu                   | Địa điểm                           | Thứ hạng             | Nội dung             | Chú thích            |
| Representing Nigeria | Representing Nigeria       | Representing Nigeria               | Representing Nigeria | Representing Nigeria | Representing Nigeria |
| -------------------- | -------------------------- | ---------------------------------- | -------------------- | -------------------- | -------------------- |
| 2014                 | African Championships      | Marrakech, Morocco                 | 4th                  | 100 m hurdles        | 13.43                |
| 2015                 | World Championships        | Beijing, China                     | 31st (h)             | 100 m hurdles        | 13.30                |
| 2015                 | African Games              | Brazzaville, Republic of the Congo | 3rd                  | 100 m hurdles        | 13.30                |
| 2017                 | IAAF World Relays          | Nassau, Bahamas                    | 11th (h)             | 4 × 100 m relay      | 44.95                |
| 2017                 | World Championships        | London, United Kingdom             | 20th (sf)            | 100 m hurdles        | 13.18                |
| 2018                 | World Indoor Championships | Birmingham, United Kingdom         | 13th (sf)            | 60 m hurdles         | 8.08                 |